# Trofa
Trofa es una ciudad portuguesa perteneciente al distrito de Oporto, Región estadística del Norte (NUTS II) y comunidad intermunicipal de Gran Área Metropolitana de Oporto (NUTS III), con cerca de 20 700 habitantes.

## Geografía
Es sede de un municipio con 71,73 km² de área y 38 554 habitantes (2021), subdividido en cinco freguesias. Los municipio están limitados al norte por el municipio de Vila Nova de Famalicão, al este por Santo Tirso, al sur por Maia y al oeste por Vila do Conde.

## Demografía
| Gráfica de evolución demográfica de Trofa entre 2001 y 2021 |
|                                                             |
| Datos según el nomenclátor publicado por el INE portugués.  |

## Organización territorial
El municipio de Trofa está formado por cinco freguesias:
- Alvarelhos e Guidões
- Bougado (São Martinho e Santiago)
- Coronado (São Romão e São Mamede)
- Covelas
- Muro

## Toponimia
El nombre del municipio es un aporte del árabe con el significado de fronterizo que alude a su situación.

## Historia
Debido a su localización geográfica, el municipio ha tenido un papel fundamental histórico al estar situado entre Oporto y Braga/Guimarães, entre los ríos Duero y Miño, lo que ha hecho que este municipio sea mencionado ya desde época del Imperio romano. Un factor importante de su crecimiento es debido a la implementación de la estación de su nombre a inicios del siglo XX.
Trofa fue elevada a vila el 28 de junio de 1984 y a ciudad por ley n.º 29/93 de 2 de julio de 1993. Se hizo municipio autónomo en el 19 de noviembre de 1998, por desanexación del vecino municipio de Santo Tirso (en acción simultánea con el municipio de Odivelas, siendo creado al mismo tiempo por desanexación de Loures).

## Monumentos y lugares de interés
- Iglesia de S. Tiago de Bougado, proyecto de Nicolau Nasoni
- Baixa da Trofa, en la Rua Conde de S. Bento, Parque Dr. Lima Carneiro, Parque de Nossa Senhora das Dores...
- Barca da Trofa
- Iglesia de Trofa

## Deportes
- Club Desportivo Trofense